# Malcidae
Los málcidos (Malcidae) son una familia de insectos hemípteros del infraorden Pentatomomorpha.

## Géneros
- Chauliops Scott, 1874
- Malcus Stål, 1860
- Neochauliops